# Mainstem Productions
Mainstem Productions is een Brits platenlabel, waarop voornamelijk jazz-platen van Britse musici uitkomen. Het label werd in 1998 opgericht en is gevestigd in Chesham, Buckinghamshire. Artiesten die op het label verschenen zijn onder meer Ken Peplowski, Steve Waterman, Rick Hannah, Frank Holder, Bruce Adams, Mike Hext, Corliss Dale, Geoff Eales, Andy Panayi en Bill Le Sage.